# مونستر (ساسكاتشوان)
مونستر (بالإنجليزية: Muenster, Saskatchewan)‏ هي قرية تقع في كندا في ساسكاتشوان. يقدر عدد سكانها بـ 422 نسمة ومساحتها 1.33 كم2 .

## المناخ
يظهر الجدول التالي التغييرات المناخية على مدار السنة لمونستر:
| البيانات المناخية لـمونستر        | البيانات المناخية لـمونستر | البيانات المناخية لـمونستر | البيانات المناخية لـمونستر | البيانات المناخية لـمونستر | البيانات المناخية لـمونستر | البيانات المناخية لـمونستر | البيانات المناخية لـمونستر | البيانات المناخية لـمونستر | البيانات المناخية لـمونستر | البيانات المناخية لـمونستر | البيانات المناخية لـمونستر | البيانات المناخية لـمونستر | البيانات المناخية لـمونستر |
| الشهر                             | يناير                      | فبراير                     | مارس                       | أبريل                      | مايو                       | يونيو                      | يوليو                      | أغسطس                      | سبتمبر                     | أكتوبر                     | نوفمبر                     | ديسمبر                     | المعدل السنوي              |
| --------------------------------- | -------------------------- | -------------------------- | -------------------------- | -------------------------- | -------------------------- | -------------------------- | -------------------------- | -------------------------- | -------------------------- | -------------------------- | -------------------------- | -------------------------- | -------------------------- |
| الدرجة القصوى °م (°ف)             | 6.7 (44.1)                 | 10 (50)                    | 29.4 (84.9)                | 32.2 (90.0)                | 37.2 (99.0)                | 40 (104)                   | 41.1 (106.0)               | 38.3 (100.9)               | 35 (95)                    | 31.7 (89.1)                | 26.1 (79.0)                | 10.6 (51.1)                | 41.1 (106.0)               |
| متوسط درجة الحرارة الكبرى °م (°ف) | −13.4 (7.9)                | −9.2 (15.4)                | −2.3 (27.9)                | 8.5 (47.3)                 | 17.2 (63.0)                | 21.4 (70.5)                | 23.5 (74.3)                | 23.1 (73.6)                | 16.6 (61.9)                | 9.1 (48.4)                 | −3.2 (26.2)                | −11 (12)                   | 6.7 (44.1)                 |
| المتوسط اليومي °م (°ف)            | −17.9 (−0.2)               | −13.6 (7.5)                | −6.8 (19.8)                | 3.2 (37.8)                 | 10.8 (51.4)                | 15.3 (59.5)                | 17.4 (63.3)                | 16.7 (62.1)                | 10.7 (51.3)                | 3.9 (39.0)                 | −7 (19)                    | −15.2 (4.6)                | 1.5 (34.7)                 |
| متوسط درجة الحرارة الصغرى °م (°ف) | −22.4 (−8.3)               | −18 (0)                    | −11.2 (11.8)               | −2.2 (28.0)                | 4.4 (39.9)                 | 9.2 (48.6)                 | 11.2 (52.2)                | 10.2 (50.4)                | 4.8 (40.6)                 | −1.3 (29.7)                | −10.7 (12.7)               | −19.4 (−2.9)               | −3.8 (25.2)                |
| أدنى درجة حرارة °م (°ف)           | −48.3 (−54.9)              | −48.3 (−54.9)              | −40.6 (−41.1)              | −30.6 (−23.1)              | −13.3 (8.1)                | −5.6 (21.9)                | −2.2 (28.0)                | −4.4 (24.1)                | −15 (5)                    | −26.7 (−16.1)              | −36.7 (−34.1)              | −46.7 (−52.1)              | −48.3 (−54.9)              |
| الهطول مم (إنش)                   | 20.8 (0.82)                | 14.4 (0.57)                | 18.8 (0.74)                | 23.6 (0.93)                | 44.8 (1.76)                | 76.5 (3.01)                | 70.6 (2.78)                | 47.9 (1.89)                | 35.8 (1.41)                | 25 (1.0)                   | 15.8 (0.62)                | 20.2 (0.80)                | 414.2 (16.31)              |
| المصدر: Environment Canada        |                            |                            |                            |                            |                            |                            |                            |                            |                            |                            |                            |                            |                            |

## أعلام
- جيروم ويبر